# Robert Ambelain
Robert Ambelain. (n. 2 de septiembre de 1907 en París, Francia - ib 27 de mayo de 1997). Fue un Gran Maestro Masón, escritor, historiador y miembros de las sociedades Gens de Lettres y Association des Écrivans de Langue Francaise "Mer-Outre-mer", de la Academia Nacional francesa de Historia, de la Academia de Ciencias de Roma (sección literaria). Autor de cuarenta y dos obras, publicadas entre 1936 y 1985. Dedicado a temas esotéricos e historia de las religiones. Conocido en los círculos herméticos como "Doctor Aurífero".
Una de sus principales obras es: El secreto masónico; y otras como: Los Secretos de Israel, El Auténtico I Ching. También escribió sobre los orígenes del cristianismo, donde destacan sus obras: Jesús o El Secreto Mortal de los Templarios; El Hombre que Creó a Jesucristo o la Vida Secreta de San Pablo; Los Secretos del Gólgota. En Los Arcanos Negros de Adolf Hitler, Ambelain trata sobre los aspectos esotéricos del nazismo, —otro de sus temas de interés y estudio—.

## Biografía

### Primeros años
En 1923, —a la edad de 16 años—, Ambelain se unió a una empresa llamada Five Lille, donde prestó servicios como dibujante. Dotado de una curiosidad insaciable, asistió a las Bibliotecas nacionales y descubrió allí el arsenal literario de Fulcanelli, y centra su investigación en Martínez Pasqually, del Rito Masónico "Gran Elegido Cohen". —Este rito no es más que una rama muy ortodoxa de la "Verdadera Masonería"—. A este rito masónico elevado, Elús Cohen o Sacerdotes Elegidos del Universo, solamente podían ingresar aquellos masones de grado "Elús" y eran admitidos como "Elús Cohen". Pertenecieron también a esta orden, Jean Baptiste Willermoz y Louis Claude de Saint-Martin. Con una memoria prodigiosa, Ambelain también desarrolló pasión por la astrología y, entre los 29 y 31 años, publica cuatro volúmenes sobre estas materias esotéricas.

## Vida esotérica
Ambelain fue una de las figuras prominentes en el Renacimiento del ocultismo francés, y Espiritualidad, después de la Segunda Guerra Mundial. El escritor prolífico masón, y martinista Ambelain, ha cubierto en sus escritos todos los temas tradicionales franceses del Esoterismo, Cristianismo esotérico, la Alquimia, la Astrología, la Magia Ritual, Teurgia y Mampostería.
Participó en diversas organizaciones esotéricas occidentales como la Orden Cabalística de la Rosacruz, (O.K.R.C.), la Iglesia Gnóstica Apostólica, (L'Eglise Gnostique Apostolique, 1953). Soberano Gran Maestre de la Orden Martinista de la Elus-Cohen 1943, y la Masonería, donde desempeñó el cargo de Gran Maestre mundial del Rito de Memphis y Mizraím, entre 1960 y 1985.
Como Gran Maestre Masón, luego de la división del Rito de Memphis y Mizraím, adhirió a la línea sucesoria de Constantin Chevillón, y se auto-proclamó con el G° 99. Se le critica haber emulado el alto G° 99 de Armando Rombauts, a pesar de que el mismo Chevillón, siempre se había opuesto a los grados más allá del 97, creados algunos años antes en Bélgica. El 1 de enero de 1985, Robert Ambelain G° 99 transfirió su cargo de Gran Maestro "Ad Vitam" a Gérard Kloppel, que a partir de ese momento devino en nuevo Gran Maestre mundial G° 99.

## Jesús según Ambelain
En su controvertido libro "Jesús o El Secreto Mortal de los Templarios", Ambelain ofrece la siguiente versión acerca de Jesús:
- Jesús era un líder zelote que luchó contra el dominio romano en Judea, y aspiraba a convertirse en rey.
- Él era el hijo de Judas de Gamala, que lideró la revuelta contra el censo, en el momento en que Judea se convirtió en provincia romana.
- Tenía un hermano gemelo.
- María Magdalena fue su madre, esposa de Judas el galileo, de la que nacieron Jesús, su hermano gemelo Judas alias Tomás, además de Pedro, Santiago y Andrés; muerto Judas el galileo, María se casó con Zebedeo del cual tuvo dos hijos Juan y Santiago el menor.
- Los Evangelios fueron alterados por los Escribas medievales. (En realidad, los monjes copistas post Constantino, que crearon el Nuevo Testamento, alteraron según Ambelain, numerosos escrito antiguo para ocultar la verdadera naturaleza de Jesús, y los Templarios conocían la verdad acerca de Jesús, y por eso fueron exterminados.

## Su relación con Chile
Robert Ambelain entregó carta patente francesa a Carlos Blin Arriagada, amigo y discípulo de Ambelain para fundar el Gran Oriente de Chile en junio de 1960. Este Oriente, de la masonería chilena, estaba siendo organizado por Antonio Quezada Urzúa, Masón de Alto Grado en Chile y discípulo de Carlos Blin. (Carlos Blin Arriagada y Antonio Quezada Urzúa, eran miembros, por ese entonces de la Gran Logia de Chile). Ambelain, comenzó sus trabajos en Chile con la debida carta patente el 30 de junio de 1968. La jefatura en Chile recae sobre Carlos Blin Arriagada., el que se desliga esta vez de Philippe Encausse, para unirse a Ambelain. En Francia, Ambelain se hace reiniciar por los Martinistas rusos de Kiev en la persona del Príncipe Schoumitzki, obteniendo así una filiación al martinismo ruso. La Logia Martinista chilena recibe el nombre de “Bethel Nº 26”.
El Gran Oriente de Chile fue fundado el 7 de mayo de 1961, un año después de recibir la carta patente de Robert Ambelain, y Ambelain es nombrado: Gran Maestre de Honor del antiguo Gran Oriente de Chile el 9 de mayo de 1961.

## Vida final
Durante los años 1996 y 1997, la salud de Ambelain declinó. Él falleció 27 de mayo de 1997, dejando un legado imborrable a la Masonería moderna, legado que se reflejó con claridad durante todos sus años como iniciado.

## Obras
- Éléments d'astrologie judiciaire. Les étoiles fixes, les comètes, les éclipses, París, J. Betmalle, 1936.
- Traité d'astrologie ésotérique, vol. 1, París, Éditions Adyar, 1937.
- Traité d'astrologie ésotérique, vol. 2, L'onomancie, préface de J.-R. Bost, París, Éditions Adyar, 1937.
- avec J. Desmoulins, Éléments d'astrologie scientifique. Lilith, le second satellite de la terre (Éphémérides de 1870 à 1937), París, Courtrai, Niclaus, 1938.
- Dans l'ombre des cathédrales. Étude sur l'ésotérisme architectural et décoratif de Notre-Dame de Paris dans ses rapports avec le symbolisme hermétique, les doctrines secrètes, l'astrologie, la magie et l'alchimie, París, Éditions Adyar, 1939.
- Adam, dieu rouge. L'ésotérisme judéochrétien. La gnose et les Ophites. Lucifériens et Rose+Croix, París, Niclaus, 1941.
- Traité d'astrologie ésotérique, vol 3, L'Astrologie lunaire, París, Niclaus, 1942.
- Au pied des menhirs. Introduction à l'étude des doctrines celtiques, París, Niclaus, 1945.
- « Préface» et « avant-propos» à André Barbault, Astrologie météorologique, suivie de Contribution à l'astrologie agricole, París, Niclaus, 1945.
- La Franc-maçonnerie occultiste et mystique (1643-1943). Le Martinisme, histoire et doctrine, París, Niclaus, 1946.
- Les Survivances initiatiques. Le martinisme contemporain et ses véritables origines, t. I, París, Destins, 1948.
- La Talismanie pratique, París, Niclaus, « L'occultisme simplifié», 1949.
- Les Tarots: comment apprendre à les manier, París, Niclaus, « L'occultisme simplifié», 1950.
- La Kabbale pratique. Introduction à l'étude de la Kabbale, mystique et pratique, et à la mise en action de ses traditions et de ses symboles, en vue de la théurgie, París, Niclaus, 1951.
- Les Visions et les rêves: leur symbolisme prémonitoire, París, Niclaus, « L'occultisme simplifié», 1953.
- Les Survivances initiatiques. Templiers et Rose-Croix. Documents pour servir à l'histoire de l'illuminisme, París, Éditions Adyar, 1955.
- Le Dragon d'or. Rites et aspects occultes de la recherche des trésors, París, Niclaus, 1958.
- Abraham ben Siméon de Worms, La Magie sacrée d'Abramelin le mage, transcrite, présentée, annotée et commentée par R. Ambelain, París, Niclaus, 1959. Édité par le Suprême conseil de l'Ordre kabbalistique de la Rose-Croix
- Martinez de Pascuallis et le Martinisme, Meaux, 1959. Extrait de la revue L'Initiation, « cahiers de documentation ésotérique traditionnelle», 33e année, n.° 2, juillet-décembre 1959.
- La Notion gnostique du démiurge dans les Écritures et les traditions judéo-chrétiennes, París, Éditions Adyar, 1959.
- L'Alchimie spirituelle, la voie intérieure, París, la Diffusion scientifique, 1961.
- L'Abbé Julio (Mgr Julien-Ernest Houssay, 1844-1912), sa vie, son oeuvre, sa doctrine, París, la Diffusion scientifique, 1962.
- Le Cristal magique ou la Magie de Jehan Trithème, abbé de Spanheim et de Wurtzbourg (1462-1516), París, Niclaus, 1962.
- Scala philosophorum ou la Symbolique des outils dans l'art royal, París, 1965.
- Traité des interrogations célestes, t. 1, París, N. Bussière, 1964.
- Sacramentaire du Rose-croix, sacralisations, exorcismes, formules de défense et d'action, París, la Diffusion scientifique, 1964.
- (éd.), Rite ancien et primitif de Memphis-Misraïm. Cérémonies et rituels de la maçonnerie symbolique, présentés et commentés par Robert Ambelain, París, N. Bussière, 1967.
- trilogie sur la survie de Jésus et de sa descendance (thèse reprise dans le Da Vinci Code de Dan Brown)
  - Jésus ou le Mortel secret des Templiers, París, Robert Laffont, « Les Énigmes de l'univers», 1970
  - La Vie secrète de Saint Paul, París, Robert Laffont, « Les Énigmes de l'univers», 1972
  - Les Lourds Secrets du Golgotha, Robert Laffont, « Les Énigmes de l'univers», 1974
- Scala Philosophorum, ou la Symbolique des outils dans l'Art royal, París, Éditions du Prisme, 1975
- Bérénice ou le Sortilège de Béryte (roman), París, Robert Laffont, 1976
- Le Vampirisme, de la légende au réel, París, Robert Laffont, « Les Portes de l'Étrange», 1977

## Vídeos relacionados
- Robert Ambelain - convention international Memphis Misraim